# Graue Panther (Partei)
Graue Panther (ehemals: Allianz Graue Panther Deutschland) ist eine deutsche Splitterpartei. Sie entstand aus einer Fusion der Partei Graue Panther Deutschland, die bereits am 14. April 2012 mit der Partei Die Grauen – Generationspartei fusioniert war, und der Partei Allianz Graue Panther. All diese Parteien entstanden aus der 2008 aufgelösten Partei Die Grauen – Graue Panther.
Der Parteiname „Allianz Graue Panther Deutschland“ wurde im September 2015 in Absprache mit dem Bundeswahlleiter in „Graue Panther“ geändert. Grund dafür war, dass der Versicherungskonzern Allianz SE mit Klage drohte, weil der Name Allianz rechtlich geschützt ist.

## Vorgängerparteien

### Allianz Graue Panther
Am 29. März 2008 gründete sich in Fulda die Allianz Graue Panther (AGP). Die ehemalige Vorsitzende der Grauen Trude Unruh beteiligte sich an der Gründung, war jedoch aus gesundheitlichen Gründen nicht anwesend. Gründungsvorsitzender war Johannes Butscher. Die Zulassung zur Europawahl 2009 wurde nicht erreicht, eine notwendige Beteiligungsanzeige zur Teilnahme an der Bundestagswahl 2009 wurde nicht eingereicht. Bei der Kommunalwahl 2011 erreichte die AGP in Frankfurt am Main 0,4 % der Stimmen und einen Sitz in der Stadtverordnetenversammlung.
Im Januar 2013 gab die AGP bekannt, mit der Deutschen Konservativen Partei über eine mögliche Fusion zu sprechen. Die angekündigte Fusion wurde aber später von Seiten der Deutschen Konservativen Partei abgesagt, nachdem die Allianz Graue Panther die Gespräche abgebrochen hatte. Zur Landtagswahl in Hessen 2013 trat die Partei erstmals zu einer Landtagswahl an. Bundesvorsitzender war Georg Schulte. Landesverbände bestanden in Baden-Württemberg, Hessen, Niedersachsen und Rheinland-Pfalz.

### Die Grauen – Generationspartei
Im Landesverband Berlin der Die Grauen – Graue Panther gab es Widerstand gegen die Auflösung der Partei. Eine Gruppe um den Ex-Vorsitzenden Norbert Raeder gründete noch vor der endgültigen Auflösung eine Nachfolgepartei namens Die Grauen – Generationspartei. Der erste Landesverband gründete sich am 29. März 2008 in Torgau / Sachsen. Die Gründungsparteitage der Landesverbände Brandenburg, Mecklenburg-Vorpommern, Sachsen-Anhalt und Hessen fanden alle Anfang April 2008 statt. Die Partei nahm an der Europawahl 2009 teil und erreichte 0,2 %.
Vorsitzender war zunächst Norbert Raeder. Von Oktober 2009 bis zum 17. Februar 2010 war Michael Schulz (* 1977) Vorsitzender, der bis zur Amtsübernahme stellvertretender Vorsitzender von Die Grauen – Graue Panther gewesen war.
Die Partei nahm an der Europawahl 2009 teil. Spitzenkandidat war ebenfalls Norbert Raeder. Auf die Grauen entfielen 0,22 % der Stimmen.
An der Bundestagswahl 2009 durften die Grauen nicht teilnehmen, da der Bundeswahlausschuss in seiner Sitzung vom 17. Juli 2009 die Parteieigenschaft verneint hatte und der Versuch der Partei, ihre Zulassung durch einen Eilantrag auf Erlass einer einstweiligen Anordnung beim Bundesverfassungsgericht durchzusetzen, am 31. Juli 2009 scheiterte.
Am 17. Februar 2010 traten sieben von neun Mitgliedern des Parteivorstandes zurück, darunter auch Michael Schulz. Dem ehemaligen Vorsitzenden Raeder wird vorgeworfen, er habe die Arbeit des Bundesvorstandes blockiert. Schulz trat am 25. Februar 2010 der Piratenpartei bei.
Am 30. Mai wurde ein vom Amtsgericht Charlottenburg vorgeschlagener Notvorstand konstituiert. Dieser legte am 12. Juli einen außerordentlichen Bundesparteitag für den 4. September 2010 fest, auf dem in Frankfurt am Main ein neuer Vorstand unter der Führung von Wolfgang Rühlmann gewählt wurde.
2012 fusionierte die Partei mit Graue Panther Deutschland.

### Graue Panther Deutschland
Als weitere Nachfolgepartei von Die Grauen – Graue Panther wurde am 11. September 2010 in Berlin die Partei Graue Panther Deutschland (GPD) gegründet. Sie beanspruchte, die Tradition der Partei im Sinne von Trude Unruh weiterzuführen. Am 14. April 2012 fusionierten GPD und Die Grauen – Generationspartei, die fusionierte Partei trug ebenfalls den Namen Graue Panther Deutschland.

### Arbeitnehmer und Rentenunion
Am 29. Mai 2019 beschlossen die Grauen Panther und die Arbeitnehmer und Rentnerunion (ARU) ihre Verschmelzung. Die ARU stellte den Bayerischen Landesverband.

## Programm
In ihrem Programm betont die Partei ihre Nachfolgeschaft zur Partei Die Grauen – Graue Panther, die 2008 nach einem Spendenbetrug in Millionenhöhe aufgelöst wurde. Selbstbestimmung und Eigenverantwortung sind zentrale Leitsätze der Partei. Die Partei betont in ihrem Programm Werte und Tugenden, zum Beispiel Ehrlichkeit, aber auch Toleranz. Sie tritt für eine stärkere europäische Integration ein, in Sachen Außen- und Verteidigungspolitik und gleichermaßen in Innenpolitik, etwa beim Thema Bildung, bei dem sie Chancengleichheit als „Schlüssel für bessere Chancen auf dem Lebensweg“ betrachtet. Eine Einordnung in ein Links-rechts-Schema lehnt die Partei ab.

## Landesverbände
| Land                | Vorsitzende(r)     |
| ------------------- | ------------------ |
| Baden-Württemberg   | Erich R. Waldner   |
| Bayern              | S. Pielsticker     |
| Berlin              | Siegfried Goosmann |
| Hessen              | Harald Fromke      |
| Nordrhein-Westfalen | Karlheinz Frings   |
| Rheinland-Pfalz     | Joachim Altenhofer |
| Thüringen           | Patrick Ziegler    |

## Wahlergebnisse
2016 trat die Partei bei der Wahl zum Abgeordnetenhaus von Berlin 2016 an, wo sie 1,1 % der Stimmen erzielte. Damit erwarb sie einen Anspruch auf finanzielle Förderung durch den Staat.
 Bei der Landtagswahl in Hessen 2018 erreichte sie 0,2 % der Stimmen, 2019 stimmten bei der Europawahl 76.255 Wähler für die Grauen Panther, das entsprach 0,2 % aller Stimmen, und bei der Landtagswahl in Thüringen 2019 erreichte die Partei 0,5 % der Stimmen. Bei der Bundestagswahl 2021 trat die Partei nur mit Direktkandidaten an und erreichte 961 Stimmen. Bei der Wahl zum Abgeordnetenhaus von Berlin 2023 entfielen auf die Landesliste der Partei 0,4 % der Stimmen.

## Abspaltung
Am 13. Mai 2017 gründete eine Gruppe um den Berliner Michael Schulz, ehemaliger Vorsitzender von Die Grauen – Generationspartei, die Partei Die Grauen – Für alle Generationen. Die Partei wurde vom Bundeswahlausschuss zur Bundestagswahl 2017 als politische Partei zugelassen.